# Ihrlerstein
Ihrlerstein er en kommune i Landkreis Kelheim i Regierungsbezirk Niederbayern i den tyske delstat Bayern. Den er administrationsby for Verwaltungsgemeinschaft Verwaltungsgemeinschaft Ihrlerstein.

## Geografi
Ihrlerstein ligger i Region Regensburg. Kommunen grænser op til Kelheim nord for bjerget i Kelheim i retning mod Painten. Kommunen ligger i den østlige udkant af Naturpark Altmühltal.
I kommunen ligger ud over Ihrlerstein landsbyerne Einwald, Neukelheim, Walddorf og Sausthal.